# Nati nel 1221
| Questa pagina contiene informazioni ricavate automaticamente dalle voci biografiche con l'ausilio del template Bio e di un bot. L'aggiornamento è periodico e automatico e ricostruisce completamente la pagina. Se manca una persona in questa lista, sei pregato di non aggiungerla, ma accertati piuttosto che la sua voce biografica contenga il template Bio e che i dati anagrafici siano correttamente compilati. Se il template Bio manca, inseriscilo tu stesso o, in alternativa, metti l'avviso {{tmp\|Bio}} che ne segnala la mancanza. Se i dati riportati sono sbagliati, correggi direttamente la voce biografica; le modifiche saranno visibili in questa lista entro pochi giorni. Per chiarimenti vedi il progetto biografie. La lista contiene solo le 8 persone che sono citate nell'enciclopedia e per le quali è stato implementato correttamente il template Bio. Pagina aggiornata al 19 ott 2024. |

- 9 ottobre - Salimbene de Adam, religioso, storico e scrittore italiano († 1288)
- 2 novembre - Sayf al-Din Qutuz, sultano turco († 1260)
- 23 novembre - Alfonso X di Castiglia, sovrano e poeta spagnolo († 1284)
- Barisone III di Torres († 1236)
- Teodoro II Lascaris, imperatore bizantino († 1258)
- Margherita di Provenza, regina francese († 1295)
- Sinucello della Rocca, militare italiano
- Ugo XI di Lusignano, nobile francese († 1250)